# PH-metro

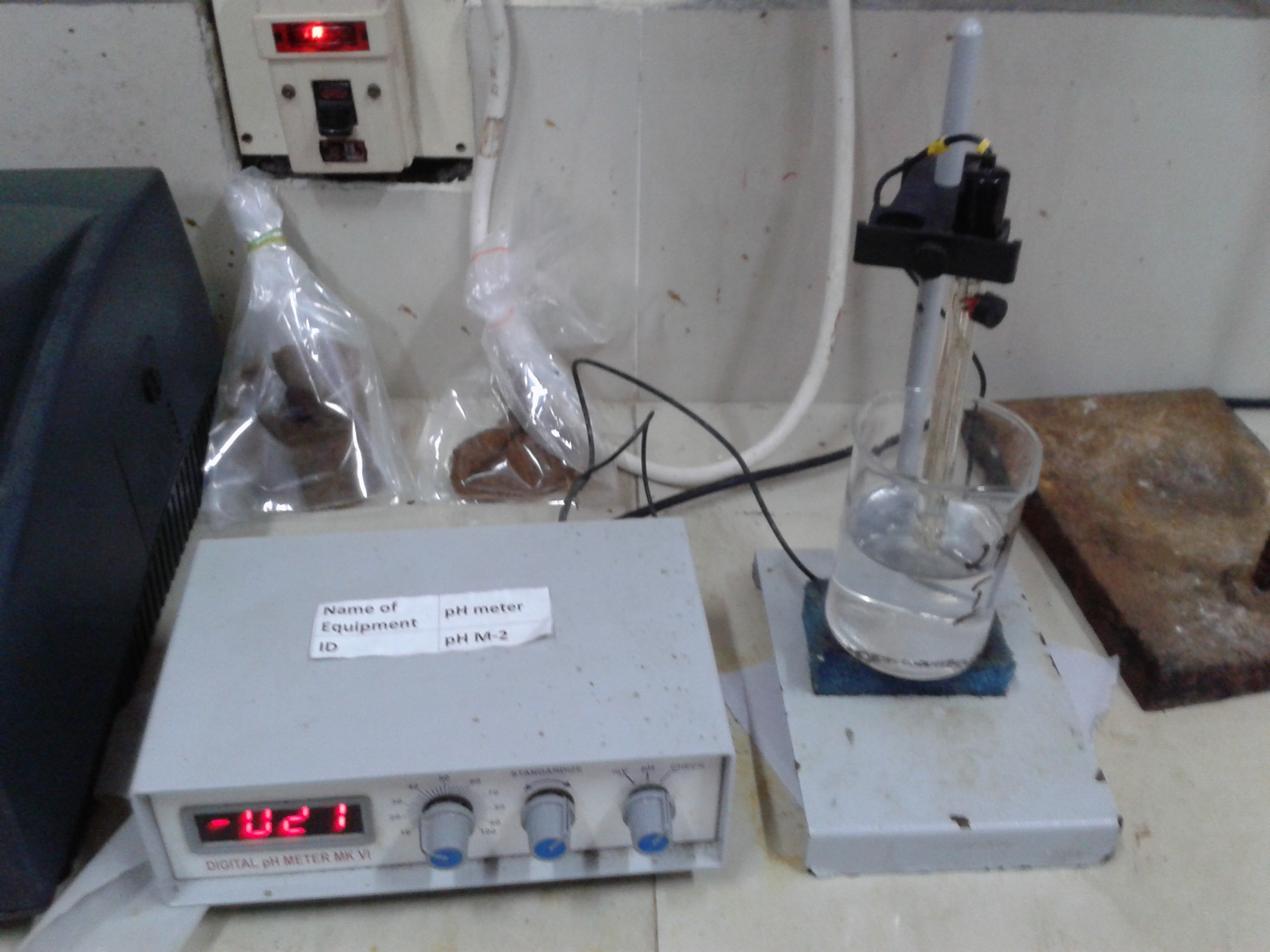
Medidor de pH de laboratorio

El medidor de pH o pH-metro es un instrumento electroanalítico utilizado  para medir el pH de una disolución. Fue creado por Arnold Orville Beckman en 1934. Básicamente es un milivoltímetro de corriente continua con un rango o intervalo de medida generalmente comprendido entre -2000 y +2000 mV (aprox. dependiendo del modelo) conectado a un electrodo selectivo de iones sensible a las variaciones de pH. Habitualmente se utilizan electrodos combinados que incorporan el electrodo sensor y el de referencia en un mismo cuerpo. El electrodo de referencia puede ser el de calomelanos (Hg/Hg2Cl2) o más habitualmente de plata/cloruro de plata (Ag/AgCl) en disolución de ácido clorhídrico 3,5 M, mientras que el electrodo de medida, sensible a las variaciones de pH, es un  electrodo de vidrio, llamado así por estar formado por una fina membrana de vidrio especial, sensible a la concentración, o más correctamente, actividad, de los iones hidrógeno de las disoluciones.
{\displaystyle {\ce {pH = -log[H+]}}}
La medida del pH de una disolución se realiza introduciendo el electrodo de referencia y el electrodo de vidrio en la misma, creándose una diferencia de potencial entre ambos que es medida por el milivoltímetro, que se encuentra calibrado para poder leer directamente en unidades de pH, siendo el equivalente de 59 mV igual a una unidad de pH. Esta diferencia de potencial entre ambos electrodos es proporcional al logaritmo negativo de la actividad de los iones hidrógeno.

## Mantenimiento
El electrodo de vidrio es relativamente inmune a las interferencias del color, turbidez, material coloidal, cloro libre, oxidante y reductor.
La medida se afecta cuando la superficie de la membrana de vidrio está sucia con grasa o material orgánico insoluble en agua, que le impide hacer contacto con la muestra, por lo tanto, se recomienda la limpieza escrupulosa de los electrodos.
Los electrodos tienen que ser enjuagados con agua destilada entre muestras. No deben ser secados con un paño porque podrían cargarse electrostáticamente. Para quitar el exceso de agua, deben ser colocados sobre un papel sin pelusa.

## Calibrado
Como los electrodos de vidrio de pH mesuran la concentración de H+ relativa a sus referencias, tienen que ser calibrados periódicamente para asegurar la precisión. Por eso se utilizan buffers de calibraje (disoluciones reguladoras de pH conocido) que sirven para leer sustancias.

## Precauciones
- El electrodo debe mantenerse húmedo siempre para evitar daños al mismo.
- Se recomienda que se guarde en una solución saturada de KCl; o en un buffer de solución de pH 4 o 7.
- No se debe guardar el electrodo en agua destilada, porque eso causaría que los iones resbalaran por el bulbo de vidrio y el electrodo se volvería inútil; se calibra mediante soluciones estandarizadas.

## Errores que afectan a las mediciones de pH con electrodo de vidrio
- Error Alcalino: Los electrodos de vidrio ordinarios se vuelven sensibles a los materiales alcalinos con valor de pH mayores a 9.
- Error Ácido: El electrodo de vidrio típico exhibe un error, de signo opuesto al error alcalino, en soluciones de pH menor de aproximadamente 0,5. Como consecuencia, las lecturas del pH tienden a ser demasiado elevadas en esta región. La magnitud del error depende de una variedad de factores y generalmente no es muy reproducible. Las causas del error ácido no se comprenden bien.
- Deshidratación: Resultados falsos.
- Temperatura: La medición de pH varía con la temperatura, esta variación puede compensarse.

## Acondicionamiento de la señal
Electrodo de pH → Amplificador de entrada → Filtro → Convertidor analógico digital → Visualizador (pantalla).